# Ullvettern
Ullvettern är en sjö i Kristinehamns kommun och Storfors kommun i Värmland och ingår i Göta älvs huvudavrinningsområde. Sjön har en area på 28 kvadratkilometer och ligger 112 meter över havet.

## Delavrinningsområde
Ullvettern ingår i det delavrinningsområde (659296-141429) som SMHI kallar för Utloppet av Ullvettern. Medelhöjden är 126 meter över havet och ytan är 90,84 kvadratkilometer. Räknas de 123 avrinningsområdena uppströms in blir den ackumulerade arean 1 366,16 kvadratkilometer. Timsälven (Nordmarksälven) som avvattnar avrinningsområdet har biflödesordning 3, vilket innebär att vattnet flödar genom totalt 3 vattendrag innan det når havet efter 309 kilometer. Avrinningsområdet består mestadels av skog (41 procent) och jordbruk (14 procent). Avrinningsområdet har 28,16 kvadratkilometer vattenytor vilket ger det en sjöprocent på 31 procent.